# Šanson
Šanson [ʃɑ̃ˈsɔ̃] (fr. chanson = pesem) pomeni v slovenščini in številnih drugih jezikih posebno lirično obliko popevke, ki izhaja iz Francije in se je prepevala zlasti v kabaretih. Šanson temelji predvsem na močni liriki oz. pripovedništvu, najpogosteje pa obravnava zahtevnejše družbene in eksistencialne tematike, kot so ljubezen, politika, sociala. Pomembna vloga je torej zlasti na interpretu oz. pripovedovalcu, ki se imenuje šansonjer, glasba pa je predvsem v vlogi ustvarjanja zvočne kulise. 
V francoskem jeziku je lahko kot šanson oz. chanson na splošno razumljena vsaka francoska pesem, ki temelji na besedilih. Izraz se v tujih jezikih, med drugim slovenščini in angleščini, najpogosteje uporablja za posvetne polifonične francoske pesmi poznega srednjega veka in renesančne glasbe ali za poseben stil francoske pop glasbe, ki se je pojavil v petdesetih in šestdesetih letih prejšnjega stoletja.
Beseda šanson v francoščini dobesedno pomeni "pesem" in se tako manj pogosto nanaša na različne (običajno posvetne) francoske žanre skozi zgodovino. To vključuje pesmi šansonjerjev, chanson de geste in Grand chant; dvorne pesmi glasbenega obdobja pozne renesanse in zgodnjega baroka, air de cour; popularne pesmi od 17. do 19. stoletja, bergerette, brunette, chanson pour boire, pastourelle in vaudeville; umetna pesem dobe romantike, mélodie; in ljudska glasba, chanson populaire. Od devetdesetih let prejšnjega stoletja se lahko izraz uporablja za Nouvelle Chanson, francosko pesem, ki pogosto vsebuje poetično ali politično vsebino.

## Zgodovina
Šanson sicer sega že v srednji vek, ko je žanr izviral predvsem iz enoglasnih pesmi trubadurjev in truverjev, in je bil kot glasbena zvrst v Franciji odtlej ves čas prisoten, a je svoje zlato obdobje dosegel med obema vojnama. Med najslavnejšimi šansonjeji so bili zagotovo Georges Brassens, Jacques Brel, Édith Piaf, Camille Dalmais, Olivia Ruiz ...

## Značilnosti
Posebna značilnost šansona je močna osredotočenost izvajalca na izgovarjanje besedila. Besedila so poetično obarvana, vendar je tematika šansonov zelo raznolika: politična, komična, ljubezenska ... Često se v besedilu pojavljata ironija in satira. Šanson po navadi podaja neko sporočilo preko vsakdanje zgodbe, ki je poslušalstvu blizu in zlahka doumljiva.
V osemdesetih letih so na šansone začeli vplivati tudi drugi popularni glasbeni slogi: rock, jazz ...

## Šanson v Sloveniji
Eden pionirjev slovenskega šansone je Frane Milčinski - Ježek, ki je šansone vključeval že v svoje televizijske in radijske oddaje. Nekoliko večji razcvet je doživel v osemdesetih letih dvajsetega stoletja, najvidnejši šansonjerji tega časa so Iztok Mlakar, Svetlana Makarovič, Jani Kovačič, Marko Brecelj ... Leta 1984 je Bojan Adamič organiziral prvi Festival jugoslovanske šansona, ki je do leta 1990 potekal v Rogaški Slatini in bil nato ukinjen. Novo generacijo po prelomu tisočletja je na plano privabil Festival slovenskega šansona, ki ga je Radio Slovenija leta 2014 zaradi zavrnitve večine pesmi ukinil. Festival je bil ponovno organiziran leta 2023, finalni večer je potekal v Rogaški Slatini.
Šansonu je bil več let posvečen tudi koncert La vie en rose v organizaciji Vite Mavrič. Zadnjo izdajo je festival doživel leta 2015 v Cankarjevem domu. 

## Znani šansonjerji

### Slovenija
- Frane Milčinski Ježek
- Vita Mavrič
- Iztok Mlakar
- Svetlana Makarovič
- Jani Kovačič
- Meri Avsenak
- Jure Ivanušič
- Lara Jankovič
- Marko Brecelj
- Tomaž Pengov
- Tomaž Hostnik
- Mia Žnidarič
- Andraž Hribar
- Katja Levstik
- Barbara Levstik

### Tujina
- Edith Piaf
- Jacques Brel
- Leonard Cohen
- Bertold Brecht
- Patricia Kaas
- Charles Aznavour
- Georges Brassens
- Vladimir Semjonovič Visocki
- Mireille Mathieu
- Leo Ferre
- Serge Gainsbourg
- Zaz
- Juliette Gréco
- Jeanne Cherhal